# Willie Cunningham (1930)
Willie Cunningham (Mallusk, 20 febbraio 1930 – 31 agosto 2007) è stato un allenatore di calcio e calciatore nordirlandese, di ruolo difensore.

## Palmarès

### Giocatore

#### Competizioni nazionali
- Second Division: 1

Leicester City: 1956-1957
- Coppa di Scozia: 1

Dunfermline: 1960-1961

### Allenatore

#### Competizioni nazionali
- Scottish Second Division: 1

Falkirk: 1969-1970